# カムジャパン
カムジャパン（朝鮮語: 감자빵）は、韓国（大韓民国）で食されているパンの一種。ジャガイモを用いて作ったパン（じゃがいもパン）であり、見た目もジャガイモにそっくりなのが特徴である。

## 概要
韓国では代表的なおやつとして知られる。
「カムジャ」は韓国語で「ジャガイモ」を意味し、その名の通りに外観はジャガイモにそっくりで、パンの中にはジャガイモのフィリングが入っている。
SNSでは、コーヒーショップ・チェーンであるMega MGC Coffeeで販売されるカムジャパンの写真がよく見られる（2025年時点）。

## 発祥
江原特別自治道春川市のベーカリーカフェ「Gamza Batt（）」（「ジャガイモ畑」の意）で考案された。「Gamza Batt」のオーナーはジャガイモ農家の夫婦であり、「父が守ってきたジャガイモを守りたい」との思いから、カムジャパンを開発した。

## 材料
韓国で作られるカムジャパンのパン生地には米粉とタピオカでん粉が使われているのが一般的で、パン生地の中には韓国産ジャガイモをペースト状にして作られたフィリングが詰まっている。フィリングには砂糖も加えられるため、総体としては甘い味となっている。
「土の着いたジャガイモ」の見た目に似せるため、表面に黒豆粉（黒豆きな粉）と黒すり胡麻をまぶすのが特徴となっている。
なお、「Gamza Batt」のカムジャパンはパン生地に江原道産ジャガイモでん粉と米粉だけを用い、表面は韓国産黒豆粉と黒ごま粉を用いている。フィリングに使用されるジャガイモも韓国産のものだが、さまざまな品種のジャガイモが用いられている。